# Google översätt
Google Översätt, på engelska Google Translate, är en tjänst som erbjuds av Google för maskinöversättning av en text eller en webbsida till ett annat språk. För vissa språk erbjuder tjänsten användaren att skriva in alternativa översättningar, exempel för tekniska termer, som skall finnas tillgängliga vid framtida uppdateringar av översättningsprogrammet. 
Till skillnad från andra översättningstjänster, som exempel Babel Fish, America Online och Yahoo som nyttjar Systran, använder Google sin egen översättningsprogramvara.

## Funktioner
Tjänsten omfattar också översättning av en hel webbsida. Översättningen är i regel begränsat till ett visst antal stycken (såsom angivet av break-taggar <br>), vilket kan begränsa översättningen vid särskilt långa/stora webbsidor. Vid sökning på Google kommer texten [Översätt denna sida] upp bredvid träffen om webbsidan är på annat språk än det man nyttjar Google genom.
Som andra automatiska översättningsverktyg har Google Översätt sina begränsningar. Även om den kan hjälpa läsaren att förstå det allmänna innehållet i en text på ett främmande språk, kan funktionen inte leverera korrekta översättningar. Verktyget översätter ofta ord för ord och är inte gjort för att tillämpa grammatiska regler.
Google Översätt finns även som mobilapp. För en del större språk finns möjlighet att installera en ordlista, så att översättning sedan kan göras utan internetanslutning. Man kan behöva installera ett tangentbord för det andra språket. Efter det kan man kommunicera med servicepersonal och andra med hjälp av appen.

## Metod
Google Översätt bygger på en metod som kallas statistisk maskinöversättning, skapad av Franz-Josef Och, i dag chef för Googles maskinöversättning. 2003 vann Google Översätt DARPA:s tävling för snabbaste maskinöversättning. 
Enligt Och skulle man ha en fast grund för att utveckla en användbar statistisk maskinöversättning för ett antal språk från början. Den skulle bestå av en tvåspråkig textkorpus på mer än en miljon ord och två enspråkiga korpusar av mer än en miljard ord var. Statistiska modeller från alla data används sedan för att översätta mellan dessa språk. 
För att förvärva denna enorma datamängd använde Google offentliga handlingar från bland annat FN och EU. Samma dokument är hos FN i regel tillgängligt på alla sex officiella FN-språk och hos EU på alla 24 officiella EU-språk.

## Språk
| - abchaziska - acehnesiska - acholi - afariska - afrikaans - albanska - alur - amhariska - arabiska - armeniska - assamesiska - avariska - awadhi - aymara - azerbajdzjanska - balinesiska - bambara - baskiska - bengali - bhojpuri - bosniska - bulgariska - burmesiska - cebuano | - chichewa - danska - divehi - dogri - engelska - esperanto - estniska - ewe - filippinska - finska - franska - frisiska - galiciska - georgiska - grekiska - guarani - gujarati - haitiska - hausa - hawaiianska - hebreiska - hindi - hmong - igbo | - ilocano - indonesiska - irländska - isländska - italienska - japanska - javanesiska - jiddisch - kanaresiska - katalanska - kazakiska - khmer - kinesiska (förenklad) - kinesiska (traditionell) - kinyarwanda - kirgiziska - konkani - koreanska - korsiska - krio - kroatiska - kurdiska (kurmanji) - kurdiska (sorani) - laotiska | - latin - lettiska - lingala - litauiska - luganda - luxemburgska - maithili - makedonska - malagassiska - malayalam - malaysiska - maltesiska - maori - marathi - meitei (manipuri) - mizo - mongoliska - nederländska - nepali - norska - odia (oriya) - oromo - pashto | - persiska - polska - portugisiska - punjabi - quechua - rumänska - ryska - samoanska - sanskrit - sepedi - serbiska - sesotho - shona - sindhi - singalesiska - skotsk gaeliska - slovakiska - slovenska - somaliska - spanska - sundanesiska - svenska - swahili | - tadzjikiska - tamil - tatariska - telugu - thailändska - tigrinja - tjeckiska - tsonga - turkiska - turkmeniska - twi - tyska - uiguriska - ukrainska - ungerska - urdu - uzbekiska - vietnamesiska - vitryska - walesiska - xhosa - yoruba - zulu |

Internt stöds endast översättningar till och från engelska. Utåt stöds översättningar mellan valfria par av de stödda språken, men då görs två översättningar, till engelska och sedan till det slutliga språket.